# Juliette (chanteuse)
Pour les articles homonymes, voir Juliette.
Juliette Noureddine, plus connue sous le mononyme de Juliette, née le 25 septembre 1962 dans le 17e arrondissement de Paris, est une autrice-compositrice-interprète et pianiste française.

## Biographie

### Origines familiales
Juliette est la fille de Jacques Noureddine (né le 23 juillet 1933 à Boulogne-Billancourt et décédé le 29 mai 1988 à Glanges) et d'Yvonne Breuilh.
Le grand-père paternel de Juliette, Lahcène Lucien Noureddine, d'origine kabyle, né en Algérie en 1904, est arrivé en France dans les années 1920. Il intègre la police, devient inspecteur puis commissaire divisionnaire et finalement contrôleur général honoraire de la Sûreté nationale,. Son père, Jacques Noureddine, surnommé « Nounours », est un saxophoniste et clarinettiste professionnel capable de jouer dans des styles les plus variés (jazz, musiques latines, variétés et musique classique),, tandis que sa mère Yvonne travaille comme employée dans une salle de sports. Sa grand-mère paternelle est originaire du Limousin, tout comme ses grands-parents maternels, qui étaient agriculteurs,. Juliette a également un frère aîné.

### Enfance, adolescence et débuts sur scène
Les parents de Juliette avaient peu de disques, mais ils possédaient quelques 33 tours de la chanteuse égyptienne Oum Kalthoum et de l'interprète libanaise Fairuz. L'enfant se souvient surtout de la voix du célèbre chanteur de tango Carlos Gardel, mais également des musiques que son père aimait écouter comme le jazz, la musique brésilienne et les musiques d'amérique latine.
Sa grand-mère institutrice la pousse dès ses six ans à jouer du piano. La sévérité de sa première professeure de piano a failli la dégoûter à jamais de cet instrument, mais lorsque celle-ci a pris sa retraite, elle a été remplacée par une jeune enseignante bien plus ouverte d'esprit, qui lui a fait découvrir les Beatles, Maurice Ravel, Claude Debussy et Francis Poulenc.
L'enfant grandit à Suresnes (Hauts-de-Seine), rue Roger-Salengro, voie dont elle tirera le titre d’une chanson ; puis étudie au collège Émile-Zola. Sa famille part s'installer à Toulouse, son père ayant été nommé au poste de troisième clarinette et clarinette basse solo à l'Orchestre du Capitole alors qu'elle avait 13 ans,.
Grâce aux billets de faveur obtenus à la suite de la promotion professionnelle de son père, l'adolescente découvre avec enthousiasme le répertoire symphonique de l'Orchestre du Capitole, dirigé à cette époque par Michel Plasson (Juliette avait été très impressionnée par le « ballet » des percussionnistes derrière leurs instruments dans la Suite scythe de Prokofiev,) mais elle va voir aussi de nombreux opéras comme L'Opéra de quat'sous, Aida, Così fan tutte et surtout Salomé (de Richard Strauss) qu'elle avait adoré.
Après s'être imprégnée de musique classique, la jeune musicienne commence à se passionner pour les grands noms de la chanson française comme Jacques Brel puis Édith Piaf, mais elle s'intéresse aussi à des groupes de rock progressif comme Pink Floyd ou à des artistes comme Frank Zappa.
Après avoir passé son adolescence dans une institution religieuse, puis s'être essayée à la faculté de lettres et ensuite de musicologie, elle débute dans la chanson à dix-huit ans à peine et cherche à se faire connaître dans les villes de Toulouse et Auch[réf. nécessaire], en se produisant dans les bars et les restaurants toulousains comme pianiste ou accompagnée de Léon, un jeune accordéoniste, interprétant essentiellement Jacques Brel et Édith Piaf, mais aussi Boby Lapointe, Boris Vian, Barbara, Serge Reggiani, Michel Jonasz, Claude Nougaro, Francis Blanche[réf. nécessaire] et Sim[réf. nécessaire]. Puis Juliette découvre à la télévision Jean-Claude Vannier et surtout Jean Guidoni (dans l'émission Le Grand Échiquier). Le répertoire de Jean Guidoni et de son parolier Pierre Philippe seront déterminants dans son parcours,,.

### Les années Pierre Philippe et premiers prix
En 1985, puis en 1986, elle est présente aux Découvertes du Printemps de Bourges,, festival représentant de jeunes talents où elle est repérée par la revue Paroles et Musique, qui la range aussitôt parmi ses « coups de cœurs » en signalant sa « voix forte, ondulante à souhait, nuancée, et [sa] parfaite maîtrise de la scène et du piano… ». Devant le refus des maisons de disques, la jeune débutante enregistre Juliette (1987), une cassette autoproduite sous forme d'un simple récital piano-voix capturé en public en prise de son directe. La grande majorité des textes de cette cassette sont signés par Katryn Lingua, une ancienne camarade de faculté. Ce premier opus comprend entre autres Le danseur de corde (dont la musique resservira pour La baraque aux innocents qui figurera sur son premier album studio Irrésistible) mais aussi La chanson d'Abou-Nowas et Les lanciers du Bengale qui sera réécrite et orchestrée sur ce même Irrésistible.
En 1989, elle revient au Grand Théâtre du Printemps de Bourges où elle fait la première partie de Gilbert Laffaille, puis rencontre Mysiane Alès qui va devenir sa productrice. Après une tournée en Allemagne, elle fait la première partie de Jean Guidoni en 1990. C'est à cette occasion et par l'intermédiaire de Mysiane Alès, qu'elle rencontre l'écrivain et parolier Pierre Philippe, qui va devenir l'auteur de nombreux textes de ses premiers albums. Elle gagne le grand prix de la chanson française à l'occasion d'un festival à Sarrebruck,.
En 1991, elle remporte le prix du jury et du public au Tremplin de la chanson des Hauts-de-Seine, ce qui lui permet de faire publier ¿Qué tal?, son premier album professionnel en public produit par Mysiane Alès,,. Enregistré au Théâtre d'Ivry et au TLP Déjazet, ¿Qué tal? offre un bon aperçu du répertoire de Juliette de cette époque, et contient une reprise humoristique de L'Homme à la moto, titre popularisé par Édith Piaf. Mais c'est avec l'album Irrésistible (1993), écrit en grande partie par Pierre Philippe, que Juliette trouve enfin son rythme de croisière. Le disque comporte plusieurs classiques comme la chanson titre qui ironise sur son physique de « petite grosse à lunettes », Petits métiers qu'elle chante dans une émission de Bernard Pivot devant quelques invités de marque dont l'écrivain Frédéric Dard, Monocle et col dur qui évoque un club lesbien des années 1930 et surtout l'ambitieux Monsieur Vénus d'après le roman éponyme de Rachilde.
Ce premier album studio est suivi par Juliette chante aux Halles (1995), un nouveau disque en public qui lui permet de reprendre son ancien répertoire et de gagner en subtilité sur le plan de l'interprétation. C'est sur ce disque que l'on peut entendre une première version de La géante, un nouveau classique qui figurera l'année suivante sur l'album Rimes féminines dans une version studio. Ce dernier disque entièrement écrit par Pierre Philippe est un album-concept bâti autour de diverses figures de femmes imaginaires ou historiques. On y trouve aussi bien une effrayante Petite fille au piano qu'une Géante, la mère du chanteur Carlos Gardel (Berceuse pour Carlitos), une liste de Tueuses célèbres, une clocharde haute en couleur (La Belle Abbesse) ou une religieuse extatique (Oraison), sans oublier une tenancière d'un bordel d'hommes (Remontrances).
Juliette a remporté deux prix de l'Académie Charles-Cros (en 1993 et 2002), a été nommée aux Victoires de la musique en 1994, et a reçu le prix de la révélation de l'année, à ces mêmes Victoires de la musique en 1997,.

### Les années de maturité
Après avoir mis fin à sa collaboration avec Pierre Philippe, Juliette présente ensuite un récital en duo avec Didier Goret à la salle Gaveau (habituellement réservée aux concerts de musique classique) qui sera enregistré sous le titre Deux pianos (1998). Ce disque sera également son dernier album avec le pianiste et orchestrateur Didier Goret qui avait co-arrangé et joué sur ses disques studio précédents. Juliette s'entoure alors de nouveaux collaborateurs comme le scénariste de bandes dessinées Frank Giroud et surtout le chanteur, auteur et compositeur Bernard Joyet, avec qui elle a chanté de nombreuses fois ainsi que composé. Par la suite, elle interprétera bon nombre de ses morceaux,.
Sur l'album Assassins sans couteaux (1998), on retrouve des thématiques assez proches de celles qui étaient abordées dans les albums précédents, en particulier dans La ballade d'Éole ou Le prince des amphores. Ce disque, arrangé en grande partie par le célèbre François Rauber, lui permet de se produire pour la première fois à l'Olympia en 1999,, pendant six jours (elle y reviendra à nouveau pendant deux jours en 2005, puis trois jours en 2008).
En 2001, la chanteuse est signée par la maison de disques Polydor qui commercialise d'abord un longbox de 3 CD récapitulant toute sa carrière depuis l'album ¿Qué tal?, puis un nouvel album studio Le Festin de Juliette (2002) qu'elle a arrangé et composé en grande partie. En 2004, une nouvelle compilation 2 CD est publiée sous le titre Ma vie, mon œuvre (vol. 1), 20 ans, 20 chansons, cette dernière comprend quelques inédits déjà présents sur le longbox mais aussi des morceaux extraits de la première cassette de 1987 devenue introuvable.
Juliette enregistre ensuite Mutatis mutandis (2005) très influencé par les musiques latines, puis Bijoux et babioles (2008) qui oscille entre poésie et humour, tout en enchaînant les collaborations et participations à différents projets comme une apparition comme chanteuse sur un double CD classique consacré à Erik Satie, et une reprise de La Complainte des filles de joie sur l'album collectif Les Oiseaux de passage en hommage à Georges Brassens, un auteur qu'elle affectionne particulièrement. Elle a aidé la jeune Olivia Ruiz (alors à ses débuts) en lui écrivant J'aime pas l'amour (2003) et La petite voleuse (2005), et a aussi chanté sur un titre de l'album À la récré paru en 2009 (un livre-disque de chansons pour enfants) du groupe strasbourgeois Weepers Circus.
Sur l'album No Parano, sorti le 10 janvier 2011, Juliette travaille pour la première fois avec le violoncelliste Vincent Ségal, qui l'accompagne dans les chansons La Lueur dans l'œil et Madrigal moderne. Deux ans plus tard, elle publie l'album Nour où elle renoue avec le courant de la chanson réaliste. En 2014, la chanteuse compose sa première comédie musicale pour enfants intitulée Les Indiens sont à l’Ouest, donnée en spectacle au Théâtre du Châtelet l'année suivante.
En 2016, le label Polydor sort un coffret de 14 CD comprenant l'intégralité de l'œuvre de Juliette (dont 1 CD de raretés), y compris le tout premier enregistrement de 1987 et des disques qui n'avaient jamais été réédités comme Juliette chante aux Halles,. Deux ans plus tard, elle sort son neuvième album studio J'aime pas la chanson, qu'elle a d'abord créé avec un simple accompagnement de piano avant d'imaginer des arrangements plus étoffés. Il a fallu ensuite attendre pas moins de cinq ans avant de pouvoir découvrir son nouveau disque Chansons de là où l'œil se pose, paru chez Barclay en 2023, et dont la production a été confiée à Renaud Letang. En 2023 et 2024, le répertoire de la tournée suivant la parution de l'album rend hommage à trois auteurs : Pierre Philippe (Lames), Jacques Brel (Regarde bien petit), Anne Sylvestre (Après le théâtre, titre qui conclut le spectacle),.

## Prises de position

### Engagements politiques
Lors de la campagne présidentielle de 2007, elle soutient la candidate PS Ségolène Royal.
À l'élection présidentielle de 2017, elle soutient le candidat de La France insoumise Jean-Luc Mélenchon. En 2021, elle annonce sur Twitter qu'elle votera de nouveau pour La France insoumise à l'élection présidentielle de 2022.

### Rapport à la religion
Juliette a affirmé à plusieurs reprises son athéisme,,. Malgré l'origine de son patronyme (Noureddine signifiant « Lumière de la foi »), la musicienne a expliqué qu'elle venait d'une famille de « mécréants », voire de « libres penseurs » foncièrement laïcs,. Cependant, les thématiques religieuses sont nombreuses dans son œuvre. Dès ses premiers albums, on retrouve des références à des personnages bibliques, comme dans sa chanson Sur l'oreiller (sur l'album ¿Qué tal?) qui cite l'histoire des Rois mages : « Sans doute il y eut des Rois / Pour vous fêter enfant / En vous disant : "Reçois / Et la myrrhe et l'encens" », ou bien dans Un ange passe, qui prend la forme d'une supplique adressée à un ange. La chanteuse peut même aller jusqu'à interpréter le rôle d'une nonne en adoration devant un Christ supplicié dans Oraison (sur l'album Rimes féminines),, ou bien incarner Dieu le Père en personne dans Le prince des amphores, l'avant-dernier titre de l'album Assassins sans couteaux.

### Promotion des jeux vidéo
Passionnée de jeu vidéo,,, elle exprime de façon décalée son attachement à cette pratique sur France Inter en 2014, et est nommée en 2016 présidente de la commission du Fonds d'aide au jeu vidéo par la présidente du Centre national du cinéma et de l'image animée,,.

## Vie privée et engagement politique associé
Juliette est lesbienne,. Elle n'a jamais caché son homosexualité, qu'elle a révélée à l'âge de treize ans. En 2010, elle fait partie des premiers artistes signataires de la pétition « Pour l'homoparentalité » parue dans L'Obs,.

## Style artistique et répertoire
Avant de devenir une parolière, Juliette est avant tout une pianiste classique qui grandit au sein d'un milieu cultivé auprès d'un père qui est lui-même musicien. D'autre part, sa passion pour la musique savante précède son intérêt pour la chanson française. Du coup, ses compositions musicales sont souvent marquées par son goût pour les arrangements sophistiqués et la richesse des timbres, la musicienne a notamment été influencée par les orchestrations raffinées du compositeur Maurice Ravel qu'elle a appris à détailler à travers le travail de l'arrangeur François Rauber. Les styles musicaux des chansons de Juliette sont généralement à l'image des nombreuses références culturelles qu'elle a assimilées depuis l'enfance : le tango, les musiques latines, le jazz, les compositeurs classiques français comme Erik Satie, Francis Poulenc ou Maurice Ravel, la musique de film (par exemple dans Monsieur Vénus ou Tueuses), sans oublier les chanteuses de l'entre-deux-guerres comme Marianne Oswald, Damia ou Marie Dubas qui l'ont beaucoup impressionnée et dont le style vocal a parfois déteint sur sa propre voix.
Quant au travail de la parolière Juliette, il ne s'est réellement développé qu'à partir de sa rencontre avec l'auteur Pierre Philippe qui lui a donné les « ficelles » du métier. Certains textes de ses chansons comme Le sort de Circé, À voix basse ou Aller sans retour ont parfois un côté « académique » que l'artiste revendique complètement, même si le propos ou les thèmes abordés sont souvent beaucoup plus libres que leur aspect formel.
Selon le professeur de lettres Jean Viau (l'un des rares spécialistes de la chanteuse), on peut rapprocher Juliette de Jean Guidoni, chanteur avec lequel elle a travaillé à plusieurs reprises et qui reste son principal modèle,. Les deux artistes partagent le même goût pour la provocation calculée et les performances scéniques hors-normes, ce qui les situent en marge de la chanson française traditionnelle. Néanmoins, la trajectoire artistique de Juliette est moins alambiquée et chaotique que celle de son aîné, la chanteuse mettant un point d'honneur à ne rien laisser au hasard et à suivre un plan de carrière bien défini. Pour Jean Viau, le perfectionnisme et la rigueur de Juliette lui confère une qualité « apollinienne » qu'il oppose à l'énergie scénique plus « dionysiaque » d'un Jean Guidoni. De surcroît, grâce à sa truculence et à son sens du comique sur scène, la chanteuse parvient à séduire la critique tout en continuant de conquérir de nouveaux auditeurs.
Au fil de sa carrière, elle a adapté et/ou interprété des œuvres de Henri-Georges Clouzot, Stephen Sondheim, Pierre Dac, Serge Gainsbourg, Frank Giroud ou François Morel. Elle a aussi chanté en duo avec ce dernier et Guillaume Depardieu sur l'album Mutatis mutandis qui comporte, entre autres, un poème en latin écrit par Charles Baudelaire.

## Discographie

### Albums studio
- 1993 : Irrésistible
- 1996 : Rimes féminines
- 1998 : Assassins sans couteaux
- 2002 : Le Festin de Juliette
- 2005 : Mutatis mutandis
- 2008 : Bijoux et babioles
- 2011 : No Parano
- 2013 : Nour
- 2018 : J'aime pas la chanson
- 2023 : Chansons de là où l'œil se pose

### Albums en public
- 1987 : Juliette Enregistré en public au Théâtre des Mazades à Toulouse, 1986 ; auto-production édité uniquement en cassette, épuisé.
- 1991 : ¿Qué tal? Enregistré en public au théâtre d'Ivry et au Théâtre Libertaire de Paris - Déjazet, 1991.
- 1995 : Juliette chante aux Halles Enregistré en public à l'auditorium du Forum des Halles à Paris, décembre 1994 ; tirage limité à 5 000 exemplaires, épuisé.
- 1998 : Deux pianos Enregistré en public salle Gaveau à Paris, décembre 1997.

### Compilations
- 2001 : Sur l'oreiller (compilation 3 CD, 1991-2001)
- 2004 : Ma vie, mon œuvre (vol. 1), 20 ans, 20 chansons (compilation en deux CD)
- 2016 : Intégrale des albums en 13 CD + 1 CD de raretés L'intégrale de 2016 propose la première édition en CD de la cassette de 1987, et la première réédition de Juliette chante aux Halles, ainsi qu'un album inédit des concerts au Grand Rex de 2005, et un CD offrant de nombreux titres rares mais en omettant d'autres.

### Participations
- 1997 : Sur l'album collectif en public La Chanson en lumière, Juliette chante Rimes féminines.
- 1998 : Sur l'album collectif La Comptine à Titine (Rideau rouge/Scalen), Juliette chante 3 titres : Marie la petite souris, Bison futé, Le Rock de Meudon, et La Leçon d'orthographe en duo avec Xavier Lacouture.
- 1999 : Sur l'album Fin De Siècle de Jean Guidoni, Juliette a écrit la musique de Voluptés d'Orient.
- 2001 : Sur l'album collectif Les Oiseaux de passage (Mercury), Juliette chante La Complainte des filles de joie de Georges Brassens. CD réédité en 2006 sous le titre Putain de toi - Un hommage à Georges Brassens, avec 10 titres supplémentaires par d'autres artistes.
- 2002 : Sur le double album collectif Autour de Serge Reggiani (Tréma), Juliette chante Les loups sont entrés dans Paris
- 2003 : Sur l'album J'aime pas l'amour d'Olivia Ruiz (Polydor), Juliette a écrit la chanson éponyme.
- 2003 : Sur l'album L'envers de l'ange, de Jehan (Récife), Juliette participe au texte final récité, Déclaration.
- 2005 : Sur l'album La Femme chocolat d'Olivia Ruiz (Polydor), Juliette a écrit La Petite Voleuse.
- 2005 : Sur l'album À table (chansons bleues ou à poing) de Nicolas Bacchus (Mosaïc), Juliette chante Enquête Préliminaire en duo avec lui.
- 2007 : Sur l'album Plein du monde de Bratsch (EMI), Juliette chante Paroles en l'air et pas perdus.
- 2008 : Sur le double album Erik Satie : Avant-dernières pensées - Solos et duos d'Alexandre Tharaud (avec Eric le Sage, Jean Delescluse, Isabelle Faust et David Guerrier, chez Harmonia Mundi), Juliette interprète, avec Alexandre Tharaud, Je te veux, Chez le docteur, J'avais un ami et La Diva de l'empire.
- 2008 : Sur l'album Le Bal des gens bien de Salvatore Adamo, Juliette chante Un air en Fa mineur, en duo avec lui.
- 2008 : Sur l'album Chante Prévert - Étranges étrangers de Jean Guidoni (Edito mus./Mistiroux), Juliette chante avec lui Chasse à l'enfant.
- 2009 : Sur le livre-disque pour enfants À la récré (Éveil & Découvertes/Universal Music), du groupe strasbourgeois Weepers Circus, Juliette chante L'Hélicon de Boby Lapointe.
- 2009 : Sur le double album hommage À Boris Vian : On n'est pas là pour se faire engueuler !, Juliette chante La Complainte du progrès (Les Arts ménagers).
- 2009 : Sur l'album Régine's Duets de Régine, Juliette chante Gueule de nuit, en duo avec elle.
- 2010 : Pour l'album Vacarme de Manu Galure (Kiui Prod), Juliette assure la direction artistique, avec la complicité d'Alain Cluzeau à la réalisation.
- 2010 : Sur l'album Ronchonchon et compagnie d'Alexis HK, Juliette prête sa voix à un des 3 Ronchonchons[45].
- 2011 : Sur l'album du Weepers Circus intitulé N'importe où, hors du monde, Juliette signe un texte inédit (non mis en musique) consacré à sa propre interprétation de ce titre énigmatique de N'importe où, hors du monde. Elle est également le metteur en scène du spectacle issu de cet disque.
- 2012 : Sur l'album Le Bœuf sur le toit d'Alexandre Tharaud.
- 2013 : Sur l'album Pitt Ocha et la tisane de couleurs des Ogres de Barback, Juliette chante Dans la famille.
- 2014 : Sur l'album Paris-Milan de Jean Guidoni, Juliette est en duo sur Trafiquants (auteur Allain Leprest).

### Vidéographie
- 2005 : Fantaisie héroïque DVD Live au Grand Rex avec ses « garçons qui l'accompagnent ».

## Autres activités

### Femme de lettres
- 1996 : La Valse, recueil de nouvelles aux éditions Noir & Blanc  (ISBN 978-2-911241-05-5)
- 2005 : Juliette, mensonges et autres confidences, aux éditions Textuel  (ISBN 978-2845971547)

### Animatrice de radio
Entre 2004 et 2007, elle anime une émission de radio sur France Musique, Juliette ou la Clef des sons. Chaque samedi, elle y présente un choix de musiques éclectique et subjectif.

### Actrice
- 2002 : Carnages de Delphine Gleize
- 2003 : L'Année de mes sept ans d'Irène Jouannet
- 2008 : Le Rescapé de l'hippocampe, court métrage de Julien Lecat inclus dans « La Collection 2009 » de Canal+
- 2010 : Profilage (série télévisée) : épisode 10, Une vie pour une autre de Christophe Lamotte
- 2014 : Chefs d'Arnaud Malherbe

## Distinctions

### Décorations
- 5 juillet 2011 :  Officière de l'ordre des Arts et des Lettres[46]
- 29 mars 2013 :  Chevalière de la Légion d'honneur[47]
- 15 novembre 2018 :  Officière de l'ordre national du Mérite[48],[49]

### Récompenses
- 1990 : Grand prix de la chanson française à Sarrebruck
- 1991 : Tremplin de la chanson des Hauts-de-Seine : prix du jury et du public
- 1993 : Grand prix de l'académie Charles-Cros pour son album Irrésistible
- 1997 : Victoires de la musique : révélation féminine de l'année
- 2002 : Grand prix de l'académie Charles-Cros pour son album Le Festin de Juliette
- 2006 : Victoires de la musique : « artiste interprète féminine »